# 雁栖湖站
雁栖湖站原名范各庄站，是一个京通铁路和怀范铁路上的铁路车站，位于中华人民共和国北京市怀柔区雁栖地区范各庄村，建于1976年，2019年7月15日改为现名，目前为四等站，目前客运：办理旅客乘降；行李、包裹托运；货运：办理整车、零担货物发到。

## 车站结构

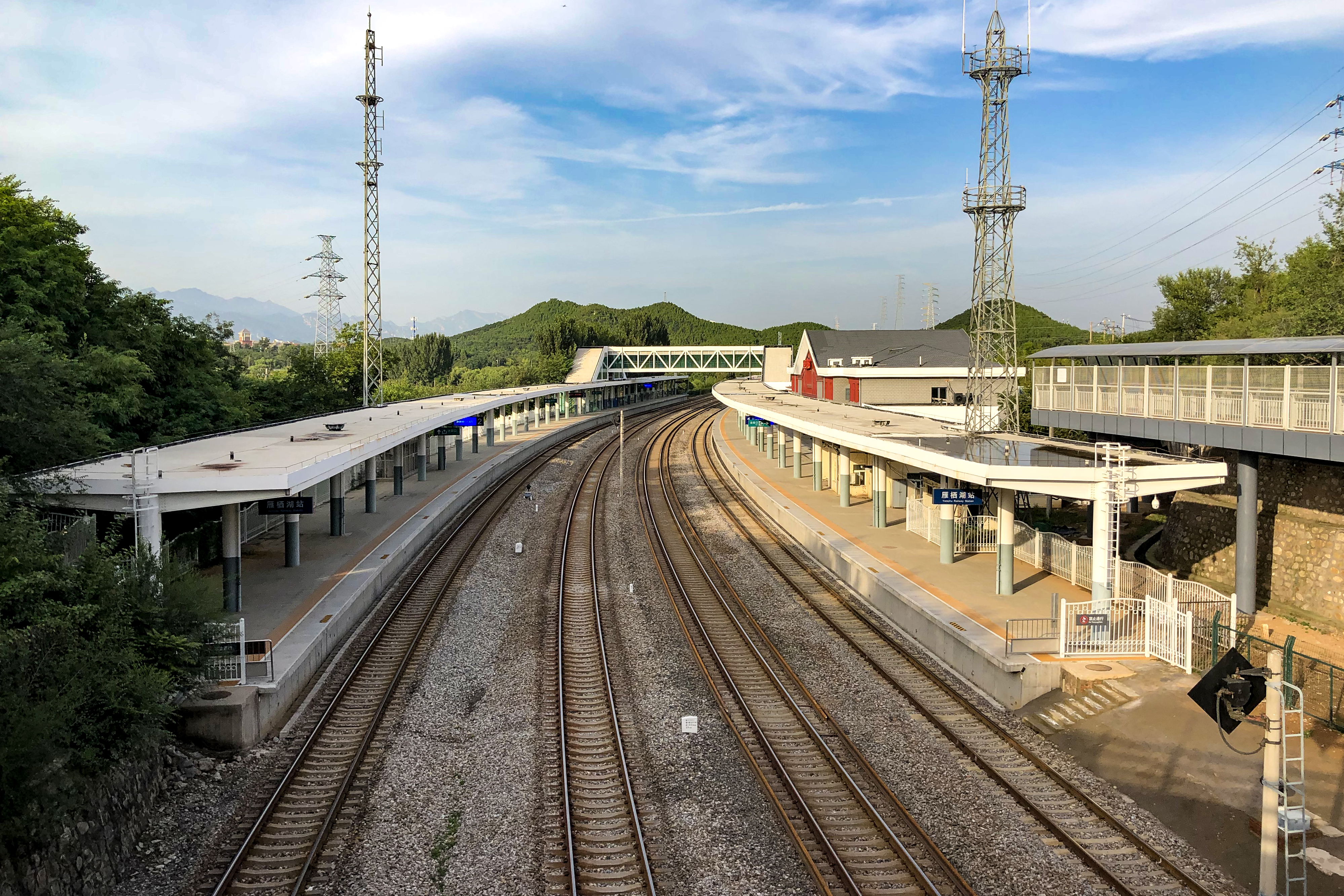
电气化前的站场（2019年9月）

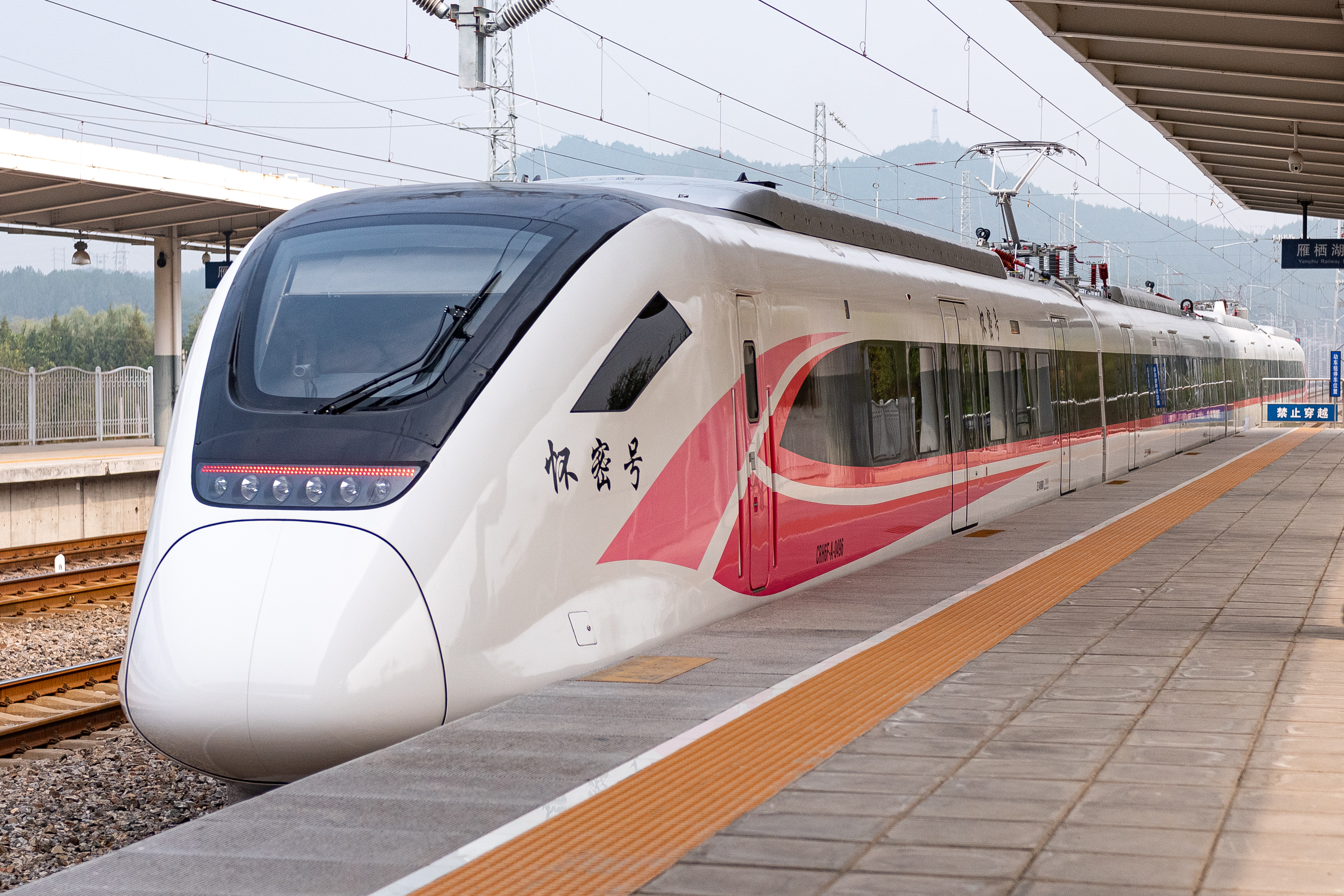
S511次列车从雁栖湖站1站台发车

| 站房 | 售票、安全检查、卫生间、候车室、出入口 | 售票、安全检查、卫生间、候车室、出入口 | 售票、安全检查、卫生间、候车室、出入口 |                                  |
| 站台 | 2站台连接天桥                          | 2站台连接天桥                          | 2站台连接天桥                          |                                  |
| 站台 | 侧式站台，左侧開门                     |                                        |                                        |                                  |
| 站台 | 1站台                                  | 京通铁路列车往昌平方向（北宅站）       | 京通铁路列车往昌平方向（北宅站）       | 京通铁路列车往昌平方向（北宅站） |
| 站台 | 京通铁路上行列车通过线                 |                                        |                                        |                                  |
| 站台 | 京通铁路下行列车通过线                 |                                        |                                        |                                  |
| 站台 | 2站台                                  | 京通铁路列车往通辽方向（怀柔北站）     |                                        |                                  |
| 站台 | 侧式站台，左侧開门                     |                                        |                                        |                                  |

## 设施
该站原占地面积5.4万平方米，总建筑面积2388平方米。站区长1127米。原有站房一座，建筑面积1450平方米。原站房面积80平方米，280米长站台两座及售票室、行李房、小型货物仓库等设施。
2017年，为配合市郊铁路怀柔-密云线开通，车站开始建造新站房，面积436平方米。2019年4月30日，市郊铁路怀柔-密云线增停该站，新站房同步投入使用。站房设有候车室、卫生间和开水机。站房外设有售票处和自助取票机。车站站厅配有一台用于急救的自动体外心脏除颤仪设备。
恢复客运初期，该站只能通过天桥前往范崎路。2020年9月，车站站前广场建成开放，总面积为3004平方米，设有公交站台和停车场。并新建253米长进出站道路。

## 历史
1976年，车站始建。
1993年时有车站职工19人，日接发列车33对（其中客车6对，货车27对）。2008年1月，该站停办客运业务。
2019年4月30日，车站重新办理客运业务。市郊铁路怀柔-密云线同时增设该站。2020年6月30日，市郊铁路通密线增设该站。

## 接驳交通
该站站前广场开行有H80路公交车前往雁栖镇和怀柔城区。小长假期间会增开往雁栖湖、慕田峪、红螺寺等旅游景区的接驳车。站前广场设有共享单车停车点。

## 客货运量
1990年时，该站年发送旅客1.7万人次。1993年时，该站年客流量3万人次，年货运量3万吨。
市郊铁路开通后，该站以节假日旅游客流为主，工作日客流较少。2020年10月1日至8日国庆节假期期间，雁栖湖站出入站旅客10007人次。
2022年1-7月雁栖湖站怀密线客流81323人，日均客流667人；通密线客流3750人，日均客流31人。
| 年度         | 旅客发送量 （人次） | 参考资料 |
| ------------ | ------------------- | -------- |
| 1990及以前   | 暂缺                |          |
| 1991         | 23182               | [ 17 ]   |
| 1992         | 24564               | [ 17 ]   |
| 1993         | 29787               | [ 17 ]   |
| 1994         | 28636               | [ 17 ]   |
| 1995         | 28180               | [ 17 ]   |
| 1996         | 21280               | [ 17 ]   |
| 1997         | 10550               | [ 17 ]   |
| 1998         | 6068                | [ 17 ]   |
| 1999         | 12226               | [ 17 ]   |
| 2000         | 6236                | [ 17 ]   |
| 2001         | 6836                | [ 17 ]   |
| 2002         | 10116               | [ 17 ]   |
| 2003         | 4190                | [ 17 ]   |
| 2004         | 3658                | [ 17 ]   |
| 2005         | 3547                | [ 17 ]   |
| 2006         | 4548                | [ 17 ]   |
| 2007         | 5149                | [ 17 ]   |
| 2008         | 1723                | [ 17 ]   |
| 2009         | 1696                | [ 17 ]   |
| 2010         | 573                 | [ 17 ]   |
| 2011年及以后 | 暂缺                |          |